# Polemon (Maler)
Polemon (altgriechisch Πολέμων) war ein griechischer Maler aus Alexandria, der zu unbestimmter Zeit tätig war.
Er ist nur von einer Auflistung von Malern bei Plinius bekannt, nach dem er den Tempel der Iuno Regina in Ardea mit Malereien ausschmückte.